# 延祺
延祺（1861年3月8日—？），繆氏，咸豐辛酉年正月二十七日吉時生，字壽先，號春江行一。漢軍正白旗人。居盛京城內天祐關。是盛京名士繆公恩的五世嫡孫，太高祖廷玢，曾祖圖基，祖景運，父裕綸，堂叔裕紱。清朝政治人物、同進士出身。
光緒十六年（1890年），参加光緒庚寅科殿試，登進士三甲92名。同年五月，著交吏部掣签，分发各省以知县即用。